# Federația Română de Automobilism Sportiv
Federația Română de Automobilism Sportiv (FRAS) este unica organizație națională care administrează, coordonează, organizează și promovează practicarea automobilismului sportiv în România. FRAS gestionează peste 20 de discipline sportive, printre care raliuri, viteză în coastă, offroad, rally raid, rally cross, karting, slalom paralel, drift, drag racing, viteză pe circuit, time attack, autoslalom, îndemânare, women rally, super rally, digital motorsport și altele..

## Istoric
Federația Română de Automobilism Sportiv s-a dezvoltat continuu în ultimii 20 de ani, ajungând de la câteva sute de sportivi la peste 4.000 de licențiați la finalul anului 2023. De asemenea, de la cele 10-15 cluburi sportive care erau membre la începutul anilor 2000, FRAS a ajuns în 2023 la peste 200 de cluburi membre, care își desfășoară activitatea pe întreg teritoriul țării. Orașele cu centre puternice de automobilism sportiv sunt București, Sibiu, Brașov, Cluj, Iași, Târgu Mureș, Timișoara, Câmpulung, Reșița sau Buzău.

## Misiune și scop
Rolul principal al FRAS este de a administra și coordona întreaga activitate de automobilism sportiv desfășurată pe teritoriul României, pentru atragerea de noi practicanți, susținători și simpatizanți ai acestui sport.
Automobilismul sportiv sub tutela FRAS include toate probele sportive desfășurate cu automobile de competiție, fie că sunt construite special pentru competiție sau adaptate din modele de serie. Aceasta cuprinde o gamă largă de discipline, inclusiv raliuri, curse de viteză (în coastă, pe circuit), karting, offroad, rally raid, drift, și multe altele. FRAS se ocupă cu stabilirea regulamentelor pentru competiții, organizarea evenimentelor sportive, promovarea siguranței și fair-play-ului în competiții, și reprezentarea intereselor României în automobilismul sportiv la nivel internațional.
Prin automobilism sportiv se ințelege ramura de sport care cuprinde totalitatea probelor sportive care se desfășoara pe automobile de competiție. Automobilele de competiție sunt automobile de construcție specială sau adaptate ulterior dintr-un model de serie, în vederea utilizării acestora la întreceri cu caracter sportiv. În automobilismul sportiv sunt utilizate toate tipurile de vehicule terestre motorizate, a căror deplasare este controlată de conducător de la volanul vehiculului respectiv și care prin construcție rulează pe trei sau mai multe roți, din care cel puțin una este viratoare. Fac exceptie, neputând fi utilizate, transformate ori modificate pentru participarea la competiții automobilistice, vehiculele din categoria autobuzelor, microbuzelor, autorulotele, ambulanțele, vehiculele industriale grele sau cele agricole, camioanele cu remorcă, vehiculele militare, vehiculele cu șenile, motocicletele cu ataș, triciclurile si mototriciclurile cu ghidon.
Automobilismul sportiv cuprinde toate întrecerile, competițiile, concursurile, paradele, evenimentele, manifestările, singulare sau din cadrul campionatelor, cupelor, trofeelor, seriilor, întreceri locale, județene (intrajudețene), regionale (interjudețene), naționale, internaționale, desfășurate pe teritoriul României, care se finalizează prin stabilirea unui record, clasament sau ierarhii, atribuit de organizatori participanților pe automobile de competiție, pe baza criteriilor impuse și acceptate de aceștia, anterior începerii întrecerii respective.
În funcție de tipul vehiculului utilizat, de suprafața de rulare pe care se desfășoară întrecerea sau de regulamentele specifice, automobilismul sportiv cuprinde o serie de probe specifice, fără a fi limitate la acestea, după cum urmează: raliuri, viteză în coastă, viteză pe traseu montan, viteză pe circuit, karting, offroad, crosscountry sau totteren, rallyraid, autotrial, slalom, slalom paralel, super slalom, super rally, time attack, anduranță, rallycross, autocross, accelerare, dragster, dragracing, urbanracing, drifting, digital motosport, competiții demonstrative, de îndemânare, parade, rally-show, competiții pentru stabilire de recorduri, competiții de automobile de formulă, alte automobile monopost, monoplas sau biplas, competiții de turisme, superturisme, Production/Super Car, Touring Car, Kit Car, World Rally Car, automobile GT, automobile prototip, kart, buggy, SSV (Side by Side Vehicle) automobile cu energie alternativă, hibride, automobile diesel, biodiesel, gas, electrice, automobile de teren, automobile istorice, camioane, simulatoare, competiții rutiere, pe sol neamenajat, pe piste special amenajate, pe autodrom, kartodrom, în poligoane sau pe stadioane, pe zăpadă, pe gheață, asfalt, macadam, pe drumuri forestiere sau pe teren accidentat sau în mediul online.
În realizarea scopului său, FRAS are următoarele obiective principale:
a) să încurajeze practicarea automobilismului sportiv în toate formele sale, să susțină proiectele și initiațivele care pot contribui la dezvoltarea acestuia, să conserve și să promoveze unitatea mișcării automobilistice naționale, să protejeze interesele morale și materiale ale membrilor afiliați.
b) să reglementeze organizarea evenimentelor sportive de automobilism, să promoveze derularea acestora în spirit de fair-play, în condiții de securitate pentru practicanți, pentru arbitri și pentru spectatori și în deplin respect pentru protecția mediului înconjurator.
c) să promoveze practicarea automobilismului sportiv în cadru organizat, în special în rândul tineretului, contribuind astfel la reducerea accidentelor rutiere cauzate de lipsa de experiență a acestora în conducerea automobilului.
d) să apere drepturile și interesele membrilor afiliați, ale sportivilor, organizatorilor, arbitrilor, suporterilor, să-i reprezinte pe aceștia în fața autorităților și în fața oricărei structuri publice sau private, să-i protejeze de orice fel de abuzuri.
e) să elaboreze întreg cadrul normativ al activității de automobilism sportiv, respectând prezentul Statut și legislația în vigoare, să arbitreze competițiile sportive, să judece orice fel de diferende sau litigii din cadrul acestei activități, să elaboreze regulamentul disciplinar pe baza căruia să sancționeze practicile neregulamentare și nestatutare, atitudinea nesportivă și violentă în sport.
f) să dezvolte relații de colaborare cu federațiile corespondente ale altor state, să încurajeze participarea sportivilor români la competiții din afara granițelor României și să invite pe bază de reciprocitate sportivii străini să participe la competițiile din România, să organizeze schimburi de experiență pentru oficiali, arbitri și comisari tehnici, să stabileasca relații de cooperare cu orice alte organizații de profil, în folosul dezvoltării și modernizării automobilismului sportiv românesc.
g) să obțină recunoaștere internațională pentru sportul automobilistic românesc și pentru FRAS, pe durată nedeterminată, prin afiliere ca membru cu drepturi depline la Federația Internațională a Automobilului.

## Competiții organizate
Federația Română de Automobilism Sportiv tutelează competițiile oficiale la nivel național:
- Campionatul Național de Raliuri Betano
- Campionatul Național de Viteză în Coastă
- Trofeul Rally Start
- Trofeul Național de Viteză în Coastă Masters
- Campionatul Național de Super Rally
- Campionatul Național de Automobile Istorice de Competiție
- Campionatul Național de Drift
- Campionatul Național de Karting Electric
- Campionatul Național de Time Attack
- Campionatul Național de Slalom Paralel
- Campionatul Național de Off Road
- Campionatul Național de RallyCross
- Campionatul Național de Rally Raid
- Campionatul Național de Drag
- Campionatul Național de Super Slalom
- Campionatul Național de Slalom Juniori
- Campionatul Național de Vehicule Electrice
- Campionatul Național de Anduranță
- Campionatul Național de Women Rally
- Campionate Regionale
- Evenimente Restricționate

Competiții internaționale ce se desfășoară sub egida FRAS în România: 
- Romanian Historic Winter Rally
- Balkan Off Road Rallye
- Gravel Romania Historic Rally

## Structura organizatorică
Membrii Federației Române de Automobilism Sportiv sunt cluburile sportive afiliate, care au ca activitate de bază automobilismul sportiv sau care au în structura lor secții specifice, calitate atestată prin Certificatul de Identitate Sportiv. O parte dintre aceste cluburi activează sub tutela Asociațiilor Județene de Automobilism Sportiv, substructuri ale FRAS în teritoriu. FRAS are afiliate în prezent peste 200 cluburi sportive înregistrate oficial.
Adunarea Generală este organismul suprem, care mandatează Consiliul Federal ca executiv pe perioada mandatului stabilit. La rândul lui, Consiliul Federal coordonează întreaga activitate prin intermediul Biroului Executiv și al Comisiilor Naționale. Federația este administrată de Consiliul Federal format din zece membri aleși de Adunarea Generală a reprezentanților cluburilor sportive afiliate. Președintele Federației conduce Consiliul Federal și este la rândul lui ales de Adunarea Generală.
Puterea judecătorească este independentă și se manifestă în primă instanță prin Comisia de Competiții sau, după caz, Comisia de Disciplină și ca ultimă instanță prin Comisia de Apel, aleasă de Adunarea Generală din rândul foștilor sportivi sau organizatori cu reputație și competență unanim recunoscută. Arbitrii FRAS activează în Colegii județene coordonate de Comisia Centrală a Arbitrilor. Din punct de vedere financiar, activitatea FRAS este controlată de Comisia Cenzorilor, la rândul ei independentă și aleasă direct de Adunarea Generală.
Președinții FRAS în ordine cronologica:
- Marius Pițigoi: 2005-2006
- Victor Băldescu: 2006 - 2007
- Ștefan Vasile: 2007 -2008
- Ovidiu Mazilu: 2008 - 2015
- Norris Marcu Măgeanu: 2015 - Prezent

Actuala conducere:
- Norris Marcu Măgeanu – Președinte
- Cristian Notaru – Secretar General
- Cătălin Nicolaescu – Vicepreședinte
- Ioan Badiu – Vicepreședinte
- Bogdan Constantinescu – Vicepreședinte
- Edwin Keleti – Membru
- Bogdan Mihăescu – Membru
- Bela Stoica – Membru
- Denis Manea – Membru
- Mihail Leonte – Membru
- Costantin Fântână – Membru

## Succese internaționale
Sportivii români au obținut performanțe remarcabile sub egida FRAS, câștigând titluri mondiale și europene în diverse categorii. Aceste succese subliniază calitatea și potențialul automobilismului românesc pe scena internațională.
Simone Tempestini: Unul dintre cei mai cunoscuți piloți români de raliuri, Tempestini a obținut titlul de Campion în Junior World Rally Championship (JWRC) și a fost de mai multe ori campion național de raliuri în România. Succesele sale au contribuit la promovarea automobilismului românesc pe plan internațional.
Norbert Maior și Francesca Maior Arhivat în 23 aprilie 2024, la Wayback Machine.: Au avut performanțe notabile în competițiile europene de raliuri, inclusiv în ERC (European Rally Championship), unde și-au etalat talentul și dedicarea pentru sportul automobilistic.
Echipa Willi MSport by Ebimotors în European 24H Series: Sergiu Nicolae, ca parte a echipei, a contribuit la câștigarea titlului european la categoria Porsche 911 GT3 Cup, demonstrând excelența și competitivitatea sportivilor români în cursele de anduranță.
Bogdan Duma: A obținut titlul de campion în categoria GT4AM Porsche Sprint Challenge Benelux în 2023, o realizare semnificativă în domeniul automobilismului sportiv.
Mihnea Ștefan: Campion în Ligier European Series 2023, Mihnea Ștefan a arătat potențialul tinerilor piloți români pe scenele de competiție europene.

## Inițiative și proiecte
Federația Română de Automobilism Sportiv (FRAS) implementează și susține o varietate de inițiative și proiecte menite să promoveze automobilismul sportiv în România, să dezvolte talentele tinere și să îmbunătățească siguranța în rândul participanților și a publicului larg. Aceste inițiative acoperă o gamă largă de activități, de la formarea și educația tinerilor piloți, până la proiecte de sustenabilitate și responsabilitate socială.
1. Dezvoltarea Tinerelor Talente: FRAS pune un accent deosebit pe descoperirea și formarea tinerilor piloți,[4] oferindu-le acestora platforme de competiție și programe de antrenament specializate. Prin intermediul campionatelor naționale de karting, raliuri și alte discipline, FRAS își propune să identifice și să cultive viitoarele talente ale automobilismului sportiv românesc.
2. Educație și Formare: În colaborare cu cluburile afiliate și cu alte organizații, FRAS organizează seminarii, ateliere și cursuri de formare pentru piloți, navigatori, mecanici și alte roluri esențiale în cadrul competițiilor de automobilism. Aceste programe vizează îmbunătățirea abilităților tehnice și tactice, precum și creșterea gradului de conștientizare cu privire la siguranța în sport.
3. Siguranța în Automobilism: Siguranța participanților și a spectatorilor reprezintă o prioritate pentru FRAS. Federația lucrează constant la îmbunătățirea standardelor de siguranță prin regulamente stricte, echipamente de protecție adecvate și proceduri de urgență bine definite la toate evenimentele sale.
4. Promovarea Automobilismului Sportiv: Prin evenimente demonstrative, expoziții și participarea la târguri și expoziții, FRAS își propune să crească vizibilitatea automobilismului sportiv și să atragă noi fani, participanți și sponsori. Aceste activități sunt concepute pentru a arăta diversitatea și dinamismul sporturilor cu motor.
5. Sustenabilitate și Responsabilitate Socială: FRAS este implicată în proiecte care promovează sustenabilitatea și responsabilitatea socială în automobilism. Aceasta include inițiative de reducere a impactului ecologic al competițiilor și promovarea vehiculelor cu emisii reduse sau zero în cadrul evenimentelor sale.
6. Colaborări Internaționale: Prin parteneriate și colaborări cu federații și organizații internaționale, FRAS își propune să îmbunătățească standardele automobilismului românesc și să ofere sportivilor posibilitatea de a concura și a se dezvolta într-un mediu internațional.

## Vezi și
- Sportul în România
- Automobil Clubul Român

## Legături externe
- Site oficial
- Federația Română de Automobilism Sportiv pe Facebook